# Pedetes surdaster
Espèce
Statut de conservation UICN

 LC  : Préoccupation mineure
Pedetes surdaster est une espèce de rongeurs de la famille des Pedetidae. Ce lièvre sauteur est considéré par certains auteurs comme une sous-espèce vivant en Afrique de l'est (Pedetes capensis surdaster) du lièvre sauteur d'Afrique du Sud Pedetes capensis. Les recherches faites à partir de la fin du XXe siècle tendent toutefois à confirmer l'existence de deux espèces africaines à part entière.

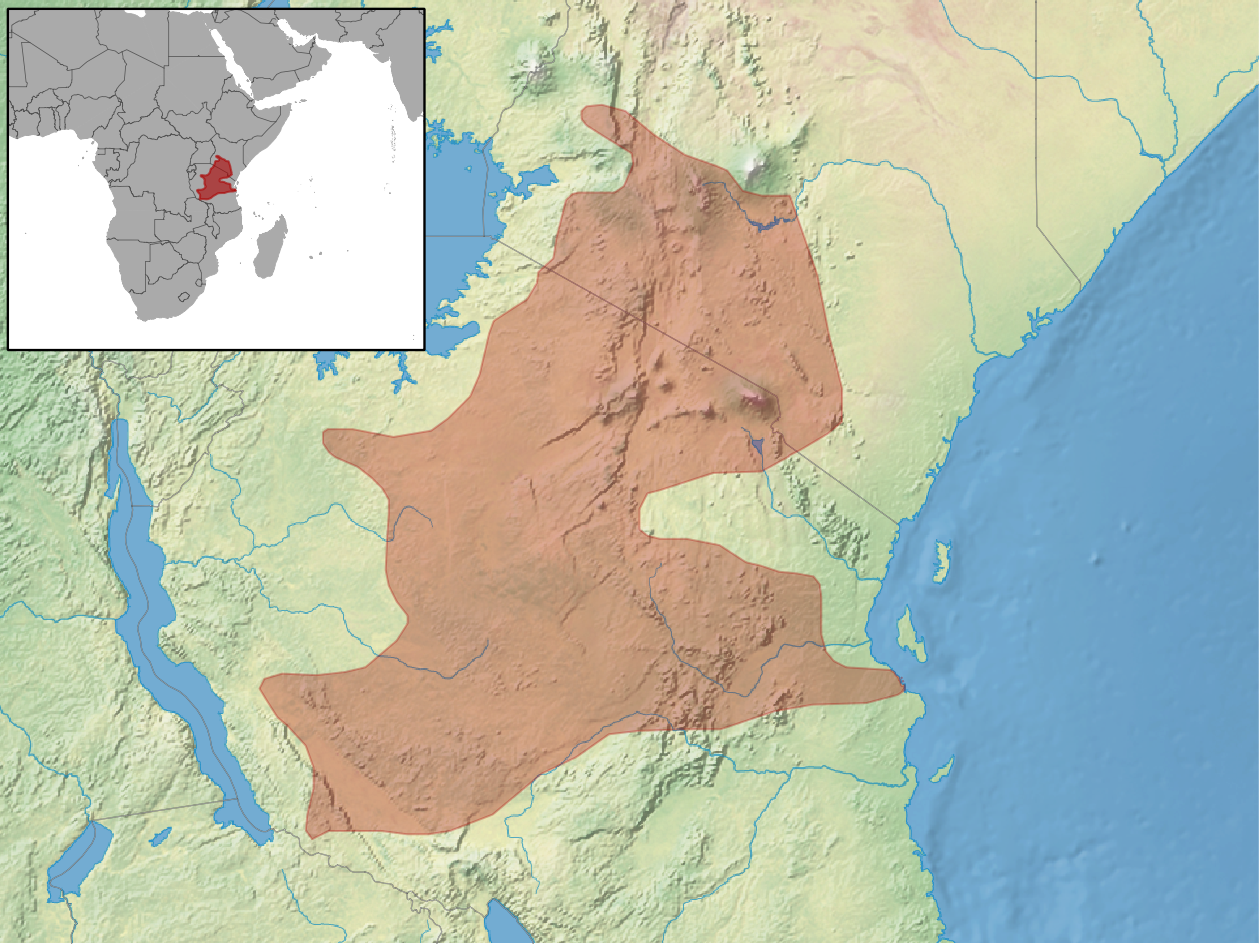
Répartition de l'espèce.

C'est Michael Rogers Oldfield Thomas (1858-1929), mammalogiste anglais, qui a créé l'espèce en 1902.

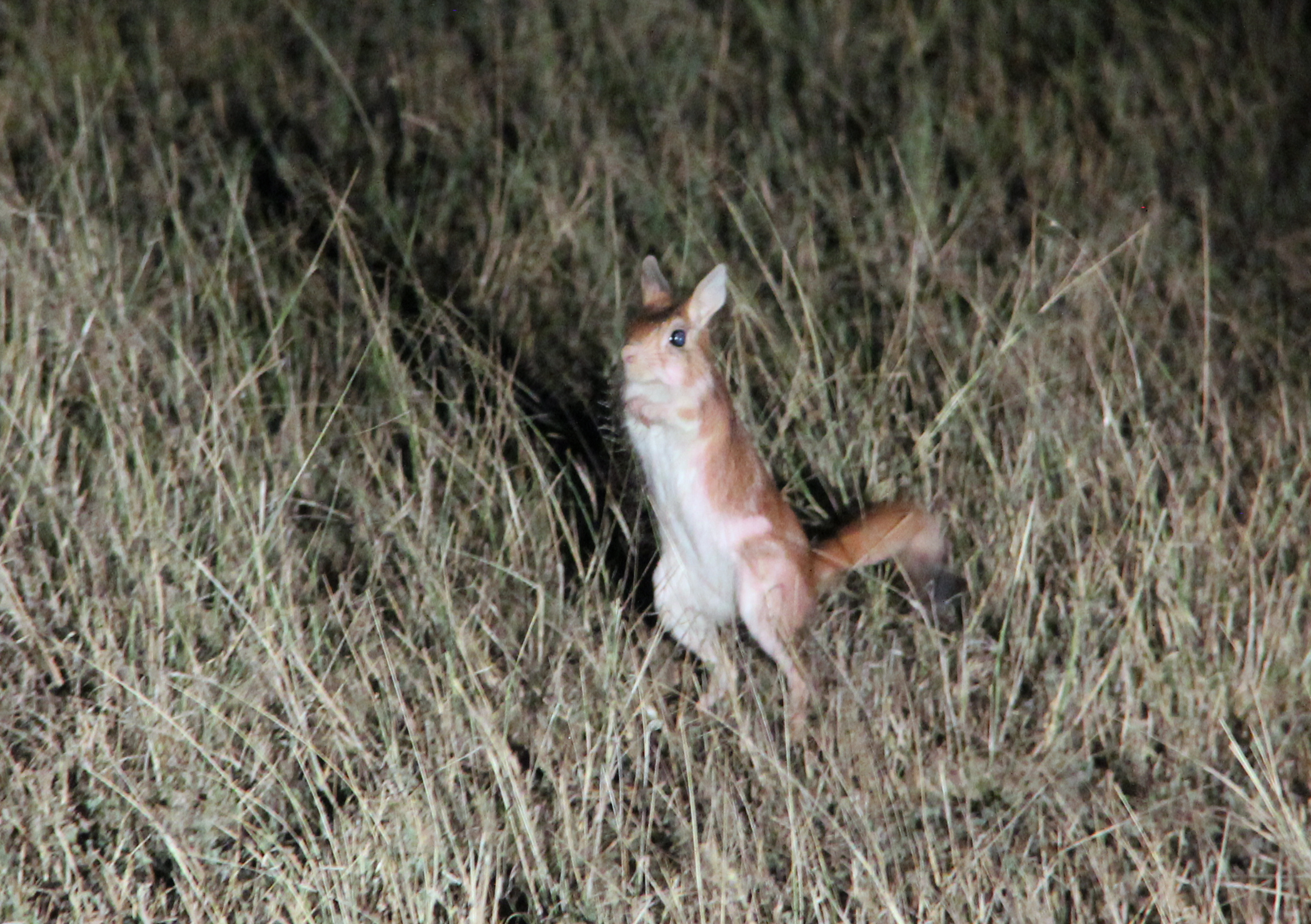
Pedetes surdaster (parc national d'Amboseli, Kenya)